# Comunitat de municipis de Beg ar C'hra
La Comunitat de municipis de Beg ar C'hra (en bretó Kumuniezh kumunioù Beg ar C'hra) és una estructura intercomunal francesa, situada al departament de les Costes d'Armor a la regió Bretanya, al País de Trégor Goëlo. Té una extensió de 229,08 kilòmetres quadrats i una població de 7.843 habitants (2006).

## Composició
Agrupa 8 comunes :
- Lanvellec
- Loguivy-Plougras
- Plouaret
- Plougras
- Plounérin
- Plounévez-Moëdec
- Trégrom
- Le Vieux-Marché